# SAS Badminton Trophy 1997
Die SAS Badminton Trophy 1997 war ein Badmintonwettbewerb, in welchem zwölf der weltbesten Herren aufeinandertrafen. Sie wurde vom 28. bis zum 30. November in Dornbirn in Österreich ausgetragen. Das Preisgeld betrug 20.000 US-Dollar. Die zwölf Teilnehmer spielten zuerst in vier Dreiergruppen gegeneinander. Anschließend trugen die Gruppensieger die Halbfinal- und Finalspiele aus. Der Sieger erhielt neben dem Großteil des Preisgeldes einen Siegerpokal in Form eines goldenen Federballschlägers.

## Gruppenphase
Gruppe Y
- 1.  Pullela Gopichand
- 2.  Poul-Erik Høyer Larsen
- 3.  Thomas Wapp

Gruppe T
- 1.  Wong Choong Hann
- 2.  Jens Olsson
- 3.  Jürgen Koch

Gruppe R
- 1.  Jeroen van Dijk
- 2.  Oliver Pongratz
- 3.  George Rimarcdi

Gruppe W
- 1.  Kenneth Jonassen
- 2.  Dong Jiong
- 3.  Salim

## Halbfinale
- Jeroen van Dijk – Kenneth Jonassen 7:15, 15:4, 15:13
- Pullela Gopichand – Wong Choong Hann 13:18, 18:14, 18:15

## Finale
- Jeroen van Dijk – Pullela Gopichand 15:8, 15:13